# Benyllus nigricaput
Benyllus nigricaput är en stekelart som först beskrevs av Heinrich 1934.  Benyllus nigricaput ingår i släktet Benyllus och familjen brokparasitsteklar. Inga underarter finns listade.